# Anastasios Gousis
Anastásios Goúsis (n. 7 de julio de 1979) es un atleta griego especializado en pruebas de velocidad. 
Participó en las pruebas de 200 y 400 m lisos en los Juegos Olímpicos de Sídney 2000, pero no logró superar las rondas eliminatorias en ninguna de las pruebas. En los Juegos Olímpicos de Atenas 2004, logró alcanzar las semifinales en la prueba de 200 m, y participó por su país en la prueba de relevos de 4 × 400 m.
Consiguió un puesto de finalista, finalizando octavo en la final de 200 m en el Campeonato Europeo de Atletismo de 2006 en Gotemburgo.